# Куп пет нација 1993.
Куп пет нација 1993. (службени назив: 1993 Five Nations Championship) је било 99. издање овог најелитнијег репрезентативног рагби такмичења Старог континента. а 64. издање Купа пет нација.
Турнир је освојила Француска.

## Учесници
Напомена:
Северна Ирска и Република Ирска наступају заједно.
|   | Селекција                      | Стадион                             | Селектор       |
| - | ------------------------------ | ----------------------------------- | -------------- |
| 1 | Рагби репрезентација Француске | Парк принчева, Париз (48 718)       | Пјер Бербизиер |
| 2 | Рагби репрезентација Енглеске  | Стадион Твикенам, Лондон (82 000)   | Џеф Как        |
| 3 | Рагби репрезентација Шкотске   | Стадион Марифилд, Единбург (67 144) | Џим Телфер     |
| 4 | Рагби репрезентација Велса     | Кардиф армс парк, Кардиф (65 000)   | Алан Дејвис    |
| 5 | Рагби репрезентација Ирске     | Ленсдаун роуд, Даблин (48 000)      | Џери Марфи     |

## Такмичење

### Прво коло
Енглеска - Француска 16-15
Шкотска - Ирска 15-3

### Друго коло
Француска - Шкотска 11-3
Велс - Енглеска 10-9

### Треће коло
Ирска - Француска 6-21
Шкотска - Велс 20-0

### Четврто коло
Енглеска - Шкотска 26-12
Велс - Ирска 14-19

### Пето коло
Француска - Велс 26-20
Ирска - Енглеска 17-3

## Табела
|   | Селекција                      | ИГ | Д | Н | И | ПД | ПП | ПР  | Б |  |
| - | ------------------------------ | -- | - | - | - | -- | -- | --- | - |  |
| 1 | Рагби репрезентација Француске | 4  | 3 | 0 | 1 | 78 | 51 | +38 | 6 |  |
| 2 | Рагби репрезентација Шкотске   | 5  | 2 | 0 | 2 | 60 | 49 | +10 | 4 |  |
| 3 | Рагби репрезентација Ирске     | 4  | 2 | 0 | 2 | 84 | 69 | -8  | 4 |  |
| 4 | Рагби репрезентација Енглеске  | 4  | 2 | 0 | 2 | 49 | 70 | 0   | 4 |  |
| 5 | Рагби репрезентација Велса     | 4  | 1 | 0 | 3 | 38 | 70 | -40 | 2 |  |

| Победник Купа пет нација 1993.                                    |
| ----------------------------------------------------------------- |
| Рагби репрезентација Француске 10. титула првака Европе у рагбију |

## Индивидуална стастика
Највише поена
- Гевин Хејстингс 32, Шкотска

Највише есеја
- Филип Сент-Андре 3, Француска